# 拉斐尔·穆尼奥斯
拉斐尔·穆尼奥斯（Rafael Muñoz ，1988年3月3日—），出生于科尔多瓦，西班牙游泳运动员，曾代表国家参加2008年北京奥运，获得男子100米蝶泳第30名。2009年，他打破男子长池50米蝶泳的世界纪录，该纪录直到9年后才被安德烈·戈沃罗夫刷新。